# 潘孟安
潘孟安（1963年8月15日—），中華民國政治人物，民主進步黨籍，屏東縣車城鄉馬卡道族後裔，現任總統府秘書長、總統府全社會防衛韌性委員會副召集人，曾任屏東縣縣長、立法委員、民主進步黨立法院黨團書記長與幹事長、屏東縣議會議員、車城鄉鄉民代表等職務。

## 早年
1963年8月15日，潘孟安出生於屏東縣車城鄉。父母皆以販賣海產維生，有一兄一姐（歿），長兄潘芳泉為現任屏東縣議員。據早期戶籍謄本所示，潘孟安的祖父是馬卡道族人。
幼時，潘孟安經常隨父母到菜市場或車城福安宮廟埕前賣魚。
自中華民國國軍退伍後，為讓父母得以自賣魚事業退休，潘孟安開始在家鄉從事於洋蔥種植及水產養殖事業。後來，某飼料公司賞識他的經營能力，將承租魚塭交給他管理。
1988年飼料公司在中國广东省汕頭經濟特區投資設廠，生產魚、蝦飼料，潘孟安成為該特區首個臺商，受到當地政府重視；次年，他出任公司總經理，政商互動關係良好，促使更多臺商前往當地設立養殖魚類加工廠。

## 從政
1992年，因父親健康情況不佳，潘孟安返回臺灣。
1994年，他登記參選屏東縣車城鄉鄉民代表，後以最高得票數當選。
在鄉民代表任內，他與臺灣省議會議員曹啟鴻合作，促成牡丹水庫建成，使得車城鄉民可免費申裝自來水；又領導鄉民陳抗關於三軍聯訓基地的禁建及限建問題（當地海口以南、恆春網砂以北都位於三軍聯訓基地射擊範圍，因而長期禁建、限建），導致軍方將演習取消並撤銷禁限建令，同時將坦克移動方式由路面行駛改由拖車載運，以免噪音擾民。
1998年，他以恆春半島地區最高得票數當選第十四屆屏東縣議員。
在議員任內，他促成了管理墾丁水上摩托車的《屏東縣水上遊憩活動管理自治條例》，並協調墾丁國家公園範圍內違反使用分區管制、破壞生態環境的門馬羅山大腳越野車隊定點、定時營業，以降低環境衝擊。
後來，他當選立法委員，並在任內參與提出《勞工保險條例》、《離島建設條例》、《勞動基準法》、《國民年金法》等草案或修正條文。
在第二任屏東縣縣長任內，他參與主導2019年臺灣燈會整體規劃，並大獲好評。此外，身為馬卡道族人，他試圖振興馬卡道族文化，如復辦老埤夜祭、獎勵部落之文化活動等。
2023年5月15日，出任民主進步黨總統參選人賴清德競選團隊總幹事。
2024年4月25日，總統當選人賴清德宣布由潘孟安出任總統府秘書長，並於5月20日正式就任。

## 選舉紀錄
| 年度 | 選舉屆數               | 選舉區               | 所屬政黨   | 得票數  | 得票率 | 當選標記 | 備註 |
| ---- | ---------------------- | -------------------- | ---------- | ------- | ------ | -------- | ---- |
| 1998 | 第十四屆屏東縣議員選舉 | 屏東縣第六選舉區     | 民主進步黨 | 5,997   | 20.40% |          |      |
| 2002 | 第十五屆屏東縣議員選舉 | 屏東縣第六選舉區     | 民主進步黨 | 9,601   | 33.10% |          |      |
| 2004 | 第六屆立法委員選舉     | 屏東縣立法委員選舉區 | 民主進步黨 | 53,583  | 13.61% |          |      |
| 2008 | 第七屆立法委員選舉     | 屏東縣第三選舉區     | 民主進步黨 | 59,896  | 51.30% |          |      |
| 2012 | 第八屆立法委員選舉     | 屏東縣第三選舉區     | 民主進步黨 | 93,685  | 66.64% |          |      |
| 2014 | 第十七屆屏東縣縣長選舉 | 屏東縣               | 民主進步黨 | 308,953 | 62.92% |          |      |
| 2018 | 第十八屆屏東縣縣長選舉 | 屏東縣               | 民主進步黨 | 262,809 | 55.89% |          |      |

## 獲獎及榮譽

### 公民監督國會聯盟
- 第七屆「特殊國會貢獻獎」[8]
- 立法院第八屆第二會期優秀黨團幹部[9]

#### 立法委員評鑑
- 第七屆第二、三、四會期經濟委員會 - 第一名[10]
- 第七屆第七、八會期經濟委員會 - 第二名[10]
- 第七屆第五會期經濟委員會 - 第三名[10]

### 縣市首長施政滿意度排行
- 《天下雜誌》2019年縣市首長施政滿意度調查：第一名[11]

## 相關作品
- 2023年：《紅色鋼鐵人：潘孟安》（台北：天下文化，2023）ISBN 978-9-8652-5800-9　口述：潘孟安[12]

## 爭議事件

### 肢體衝突
2005年，時任立法委員潘孟安在桃園機場抗議前副總統暨時任中國國民黨主席連戰出訪中國，涉嫌在警方執法時對之施暴，被控妨害公務，經桃園地方法院裁定缓刑兩年。
2006年，潘孟安與時任國民黨籍立委吳英毅發生肢體衝突，被控傷害罪，裁定拘役五十日、緩刑兩年。
2008年中国奶制品污染事件期間，因時任行政院衛生署署長葉金川未出席民進黨立法院黨團會報而與其發生肢體拉扯。

### 養雞場爭議
2019年，民進黨籍屏東縣議員周碧雲及其夫經營之樂樂養雞場因惡臭問題，屢遭鄰近住戶向屏東縣政府投訴抗議，行政院農業委員會亦從2015年開始發函縣府要求改善，卻遲遲不見具體成效。時代力量立委黃國昌會同農委會、行政院環境保護署相關人員到現場會勘，卻發現屏東縣政府未派員到場，讓黃國昌氣到當場大罵，轉往縣府抗議，並斥責時任屏東縣縣長潘孟安未盡監督之責。

### 碩士論文引注爭議
2023年8月，時任民進黨2024年總統候選人賴清德競選總部總幹事潘孟安，遭到國民黨立委王鴻薇指控，潘孟安於國立高雄師範大學成人教育研究所論文涉嫌抄襲。據王鴻薇發言，潘孟安論文進入Turnitin系統比對後，抄襲比率高達54%。對此，潘孟安回應自己的論文有原創性，沒有抄襲疑慮。高師大校方則表示，潘孟安論文確實存在學術倫理上的瑕疵，但未達撤銷學位程度，限期兩個月內修正，並書面告誡。

## 外部連結
- 潘孟安的Facebook專頁
- 潘孟安的Instagram帳戶\
- 潘孟安的Threads
- YouTube上的潘孟安頻道

| 中華民國政府職務 | 中華民國政府職務                                         | 中華民國政府職務 |
| ---------------- | -------------------------------------------------------- | ---------------- |
| 中華民國總統府   |                                                          |                  |
| 前任： 林佳龍    | 總統府秘書長 第三十九任 2024年5月20日－                  | 現任             |
| 屏東縣政府       |                                                          |                  |
| 前任： 曹啟鴻    | 屏東縣縣長 第十七、十八屆 2014年12月25日－2022年12月25日 | 繼任： 周春米    |